# フェリア・デ・アブリル
フェリア・デ・アブリル・デ・セビリア（スペイン語: Feria de abril de Sevilla、「4月の市」）は、スペイン・セビリアで開催される祭礼。聖週間（セマーナ・サンタ）の約2週間後（主に4月後半）の6日間に開催される。
フェリア・デ・プリマベーラ（スペイン語: Feria de Primavera、春祭り）とも。日本ではセビリアの春祭りなどと表記され、バレンシアの火祭り（3月）、パンプローナの牛追い祭り（7月）とともに、スペイン3大祭りのひとつに数えられる。

## 歴史
春祭りの歴史は1847年まで遡ることができる。19世紀前半のスペインはナポレオン戦争などで疲弊し、1842年10月にはセビリアをハリケーンが襲った。セビリア市議会は町に漂う厭世感をぬぐいさろうとし、バスク地方生まれのホセ・マリア・イバラ、カタルーニャ地方生まれのナルシソ・ボナプラタというスペイン北部出身のふたりの議員によって、13世紀から17世紀まで行われていた畜産見本市を復活させることが提案された。スペイン女王イサベル2世が見本市の開催に同意し、1847年4月18日、セビリア郊外のプラド・デ・サン・セバスティアンで初の見本市が開催された。19のカセータ（caseta、祭り小屋）が登場したが、商人と客との交渉の場や休憩空間であり、現在のようなカセタとは異なっていた。
翌1848年にはモンパンシエ公爵と公爵夫人によって3つのカセータがセビリア市庁舎前やカジノ前に置かれた。やがて屋台、移動遊園地、サーカス、花火大会なども登場し、また第一次世界大戦後には農業の機械化が進んで家畜の需要が減少したこともあって、徐々に家畜見本市から祝祭の要素が強くなった。現在では家畜見本市の性格が完全に消えて、華やかな祝祭という性質に変化した。現在では馬や馬車のパレードが行われるが、これは家畜見本市の時代にブルジョア階級の人々がスペイン各地から馬や馬車でセビリアを訪れていたことの名残である。

## イベント

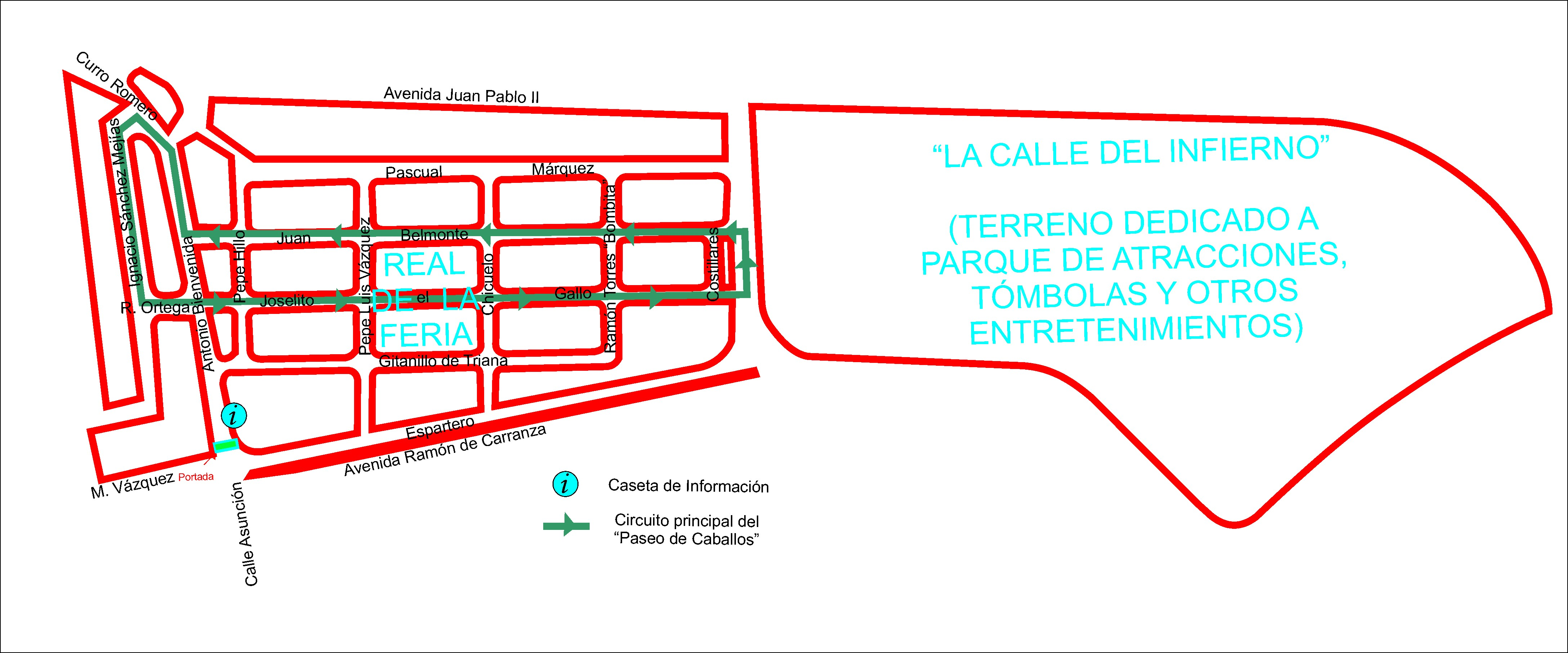
開催場所の地図

セビリアの旧市街からグアダルキビール川を挟んで対岸に位置するのがロス・レメディオス地区であり、1973年以降はこの地区の南側一角で開催されている。特に中心となるのはインフィエルノ通りである。
会場の入場門はセビリアに存在する建物を模しており、毎年工夫を凝らして製作される。1500m×600mほどの区画に、カセータと呼ばれる祭り小屋が1,000個以上も並び、カセータの中では飲食パーティが催される。多くのカセータは主催者による招待制であり、観光客が気軽に入ることはできないが、観光客向けの公営のカセータも存在する。また、移動遊園地などがあり、フラメンコショーなどが開催される。レアル・マエストランサ・デ・カバジェリーア闘牛場では、連日闘牛の興行が行われる。
春祭りでは男性も女性も着飾っている。男性はトラヘ・コルト（裾が短いジャケット、タイトなパンツ、ブーツ）、女性はフラメンカ（フラメンコドレス）という伝統的な衣装を着るのが理想的である。伝統的に男性はコルドベスと呼ばれる帽子またはソンブレロを被る。

## 日程
聖週間（セマーナ・サンタ）の約2週間後（主に4月後半）、火曜日から日曜日までの6日間に開催される。正式には月曜日24時（火曜日0時）の点灯式で開幕し、6日間続いた後、日曜日24時（月曜日0時）の花火で閉幕する。しかし、多くのイベントが正式に開幕する前の土曜日から始まっている。連日、民族衣装を着た男女のパレードなども行われる。
- 2010年 – 4月20日（火）から4月25日（日）
- 2011年 - 5月3日（火）から5月8日（日）
- 2012年 – 4月24日（火）から4月29日（日）
- 2013年 – 4月16日（火）から4月21日（日）
- 2014年 – 5月5日（火）から5月10日（日）
- 2015年 - 4月21日（火）から4月26日（日） - 予定
- 2016年 - 4月12日（火）から4月17日（日） - 予定
- 2017年 - 5月2日（火）から5月7日（日） - 予定

出典 : Andalucia.com

## ギャラリー

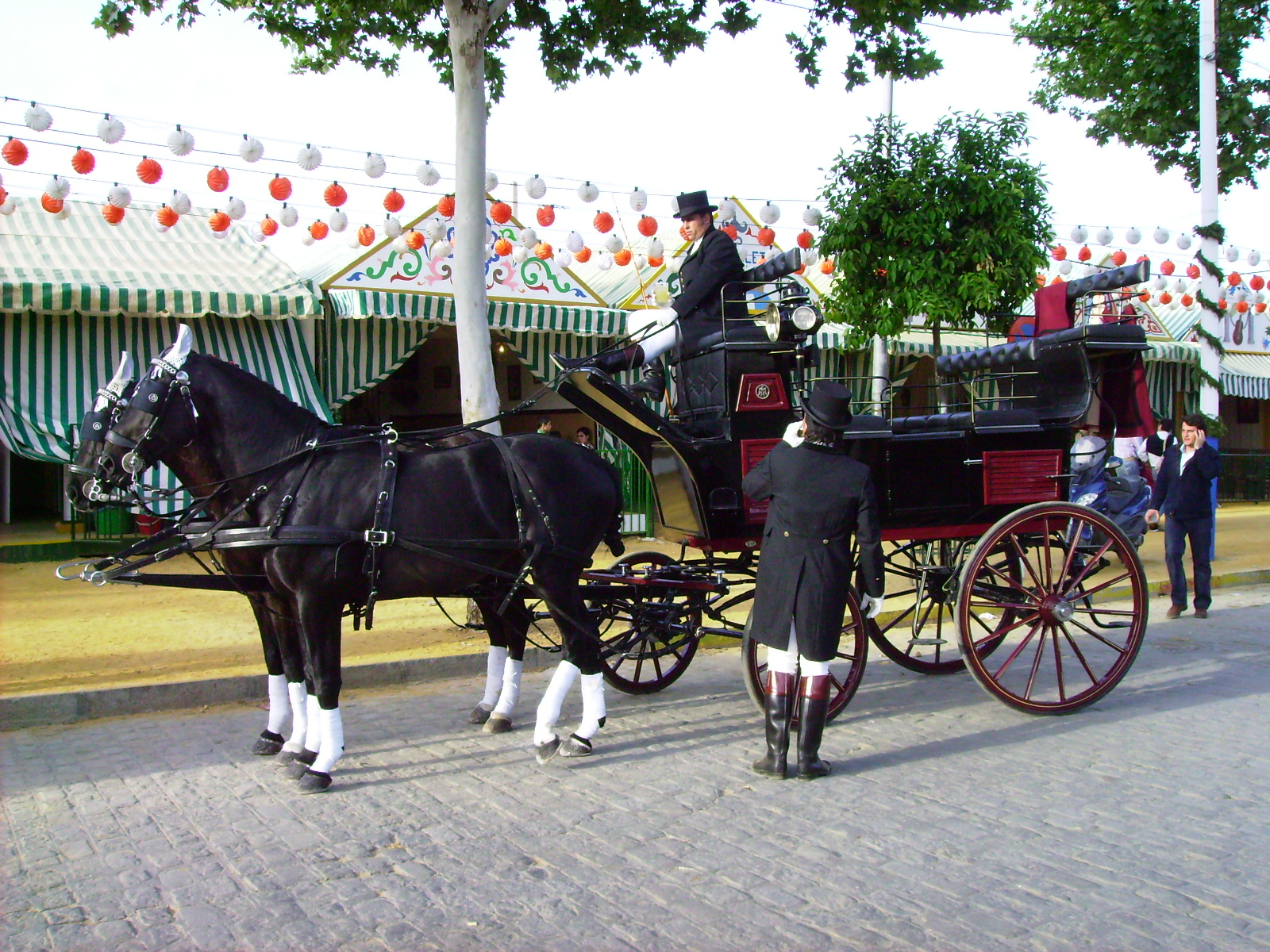
通りを走る馬車
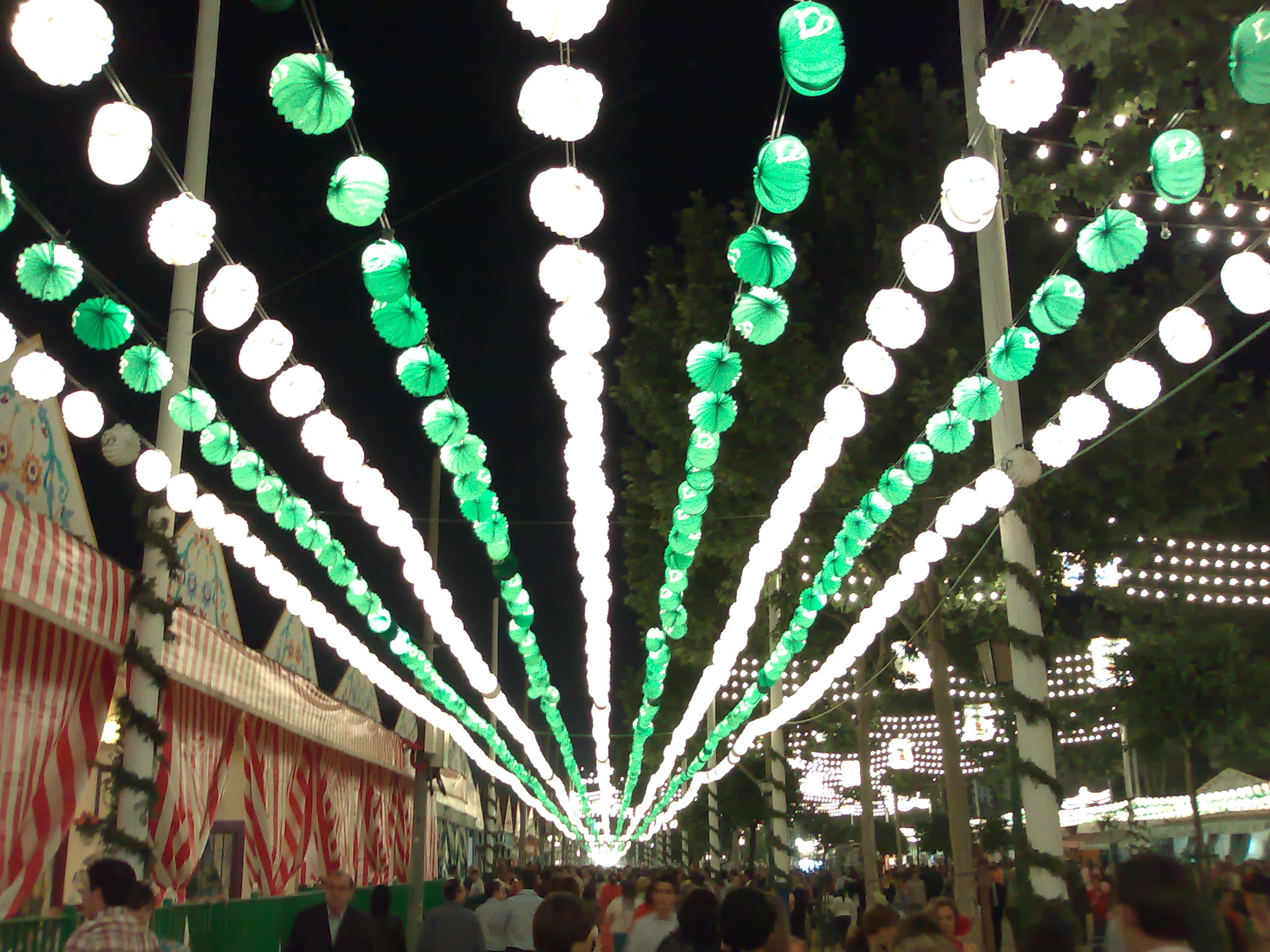
2007年のランタン
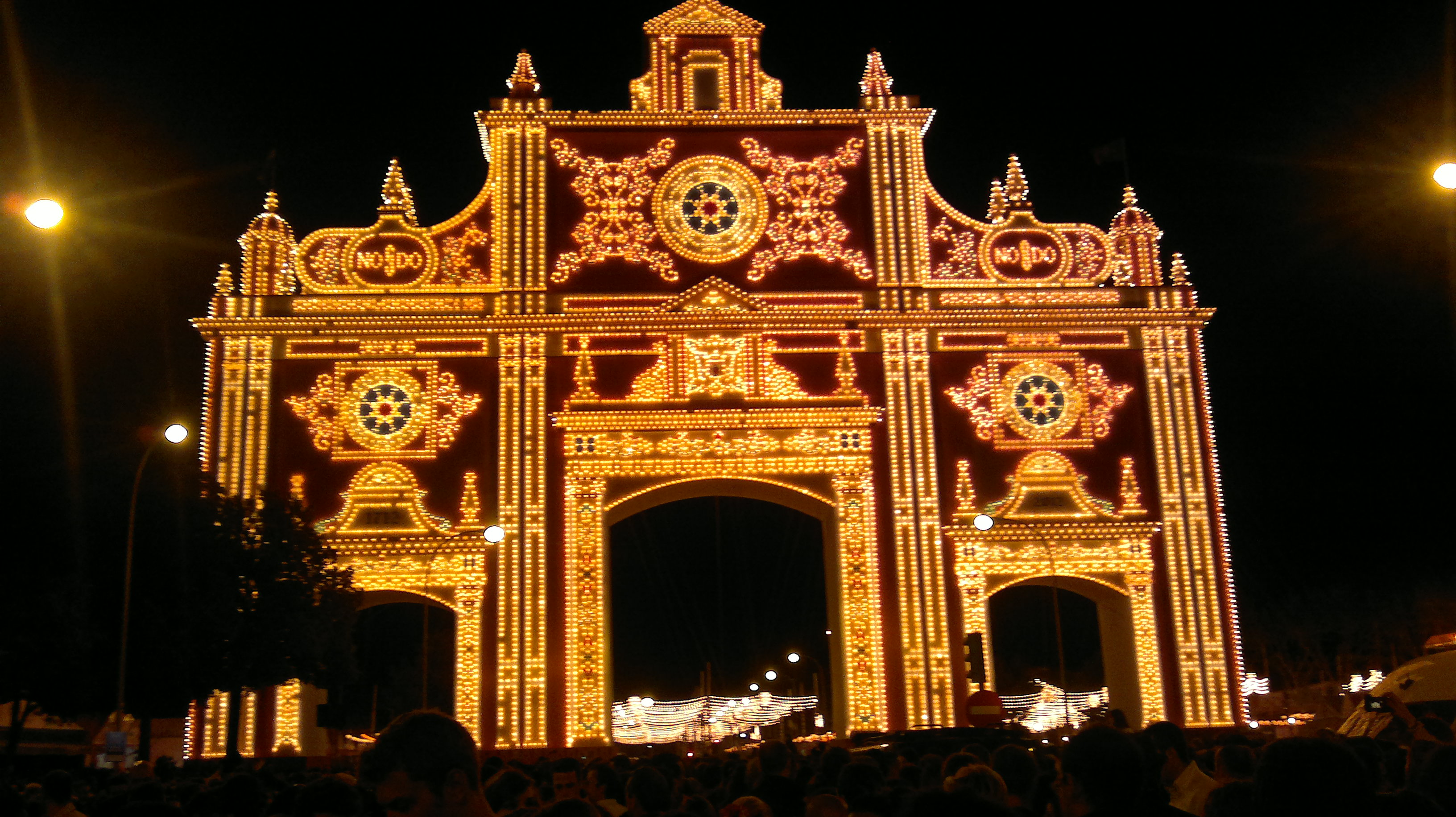
2012年の入場門
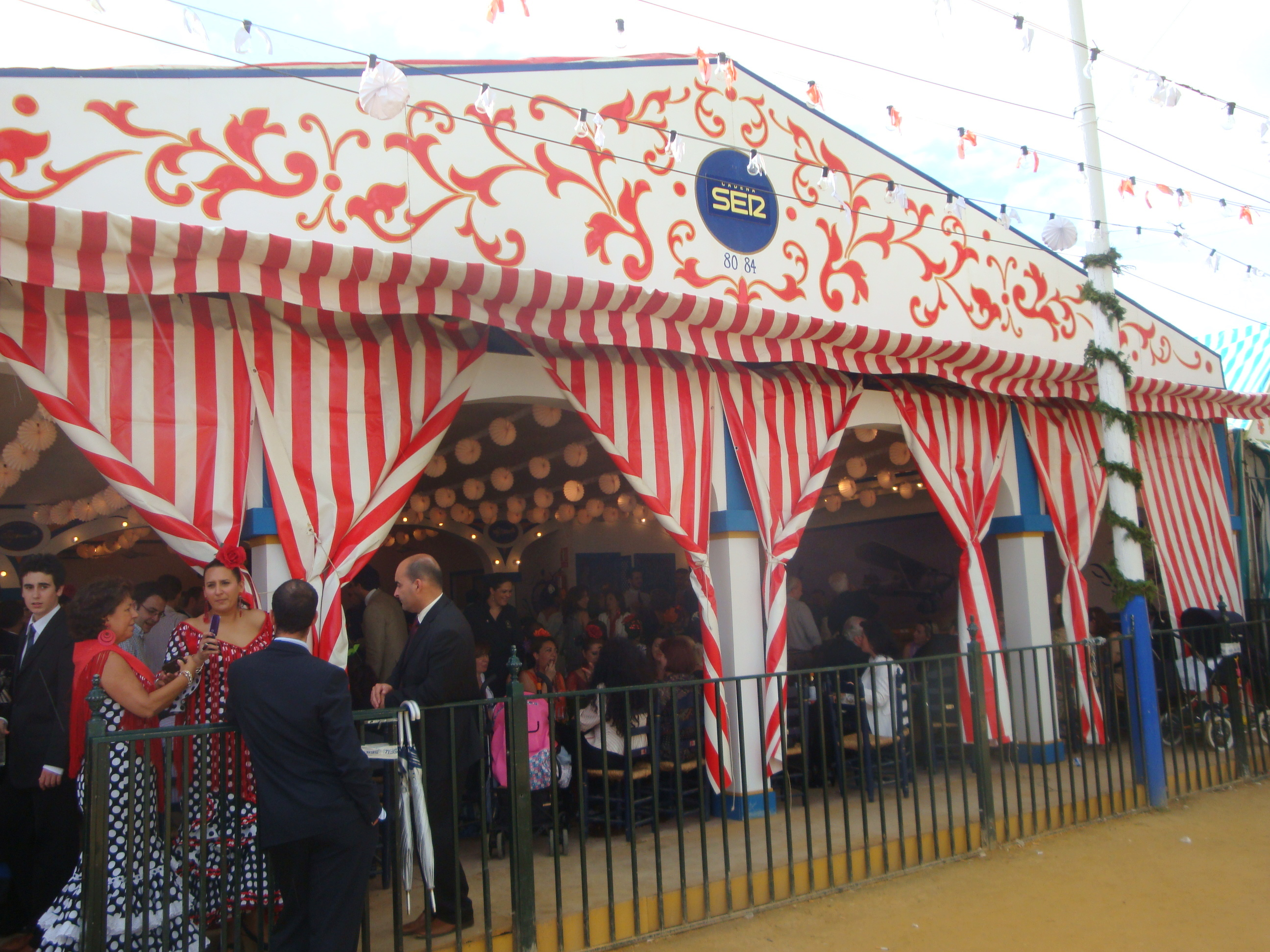
カセータの外観
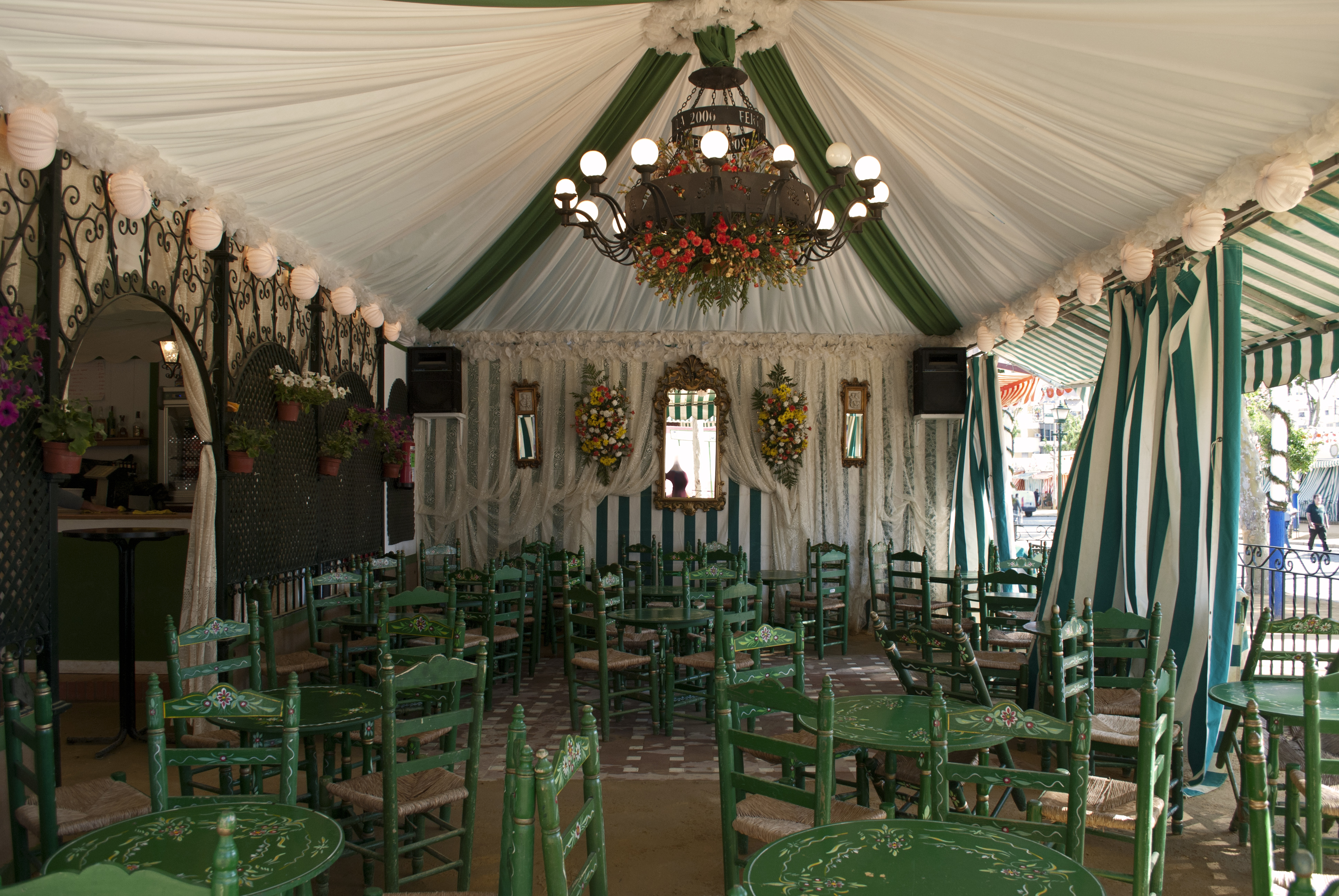
カセータの内部